# Calligonum alashanicum
Calligonum alashanicum är en slideväxtart som beskrevs av Losinskaja. Calligonum alashanicum ingår i släktet Calligonum och familjen slideväxter. Inga underarter finns listade i Catalogue of Life.